# Historia z Tajpej
Historia z Tajpej (oryg. Qing mei zhu ma) – tajwański film obyczajowy z 1985 roku w reżyserii Edwarda Yanga.

## Obsada
Źródło: Filmweb

- Hou Hsiao-hsien – Lung
- Wu Nien-jen – taksówkarz
- Tsai Chin – Chin
- I-Chen Ko
- Su-Yun Ko – Gwan
- Hsiu-Ling Lin – A-Ling
- Shufang Chen – pani Mei
- Nai-zhu Ding
- Lai Denan
- De-ming Lyu
- Fang Mei – Fang Mei
- Peng Sun – Peng Sun
- Ping Nan Wu
- Lai-Yin Yang – Qin
- Shu-yao Yang
- Shi Zhang

## Nominacje
Źródło: Internet Movie Database
| Rok  | Miejsce                               | Nagroda            | Kategoria           | Odbiorcy i nominowani | Wynik     |
| ---- | ------------------------------------- | ------------------ | ------------------- | --------------------- | --------- |
| 1985 | Golden Horse Film Festival and Awards | Golden Horse Award | Best Actor          | Hou Hsiao-hsien       | Nominacja |
| 1985 | Golden Horse Film Festival and Awards | Golden Horse Award | Best Cinematography | Wei-han Yang          | Nominacja |